# Lanai

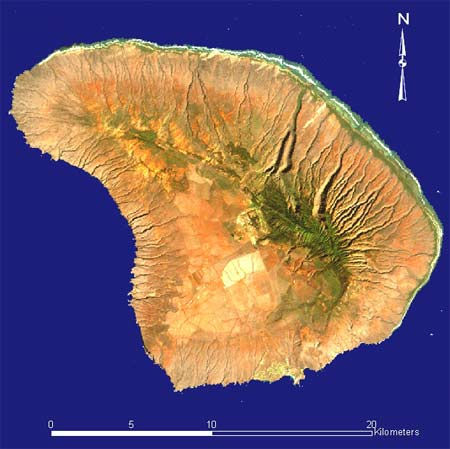
Hình ảnh từ vệ tinh

Vị trí Lānaʻi ở Hawaii

Lānaʻi hay Lanai (phát âm /ləˈnaɪ/ trong tiếng Anh và (laːˈnɐʔi) hay (naːˈnɐʔi)} trong tiếng Hawaii) là hòn đảo lớn thứ 6 tại quần đảo Hawaii. Thị trấn duy nhất trên đảo Thị trấn Lānaʻi, một thị trấn thưa dân. Hòn đảo cũng được gọi là Đảo Dứa bởi vì trước đây trên đảo trồng nhiều loại quả này. Chiều rộng là 29 kilômét (18 mi) theo hướng dài nhất. Diện tích đảo là 364 kilômét vuông (141 dặm vuông Anh), đảo là đảo lớn thứ 42 tại Hoa Kỳ. Hòn đảo cách đảo Molokaʻi về phía bắc, và cách Maui về phía đông. Cơ quan Điều tra Dân số Hoa Kỳ xếp đảo Lānaʻi thuộc Quận Maui. Tổng dân số trên đảo là 3.193 trong thống kê năm 2000.